# Tillandsia usneoides
Tillandsia usneoides là một loài thực vật có hoa trong họ Bromeliaceae. Loài này được (L.) L. miêu tả khoa học đầu tiên năm 1762.

## Hình ảnh

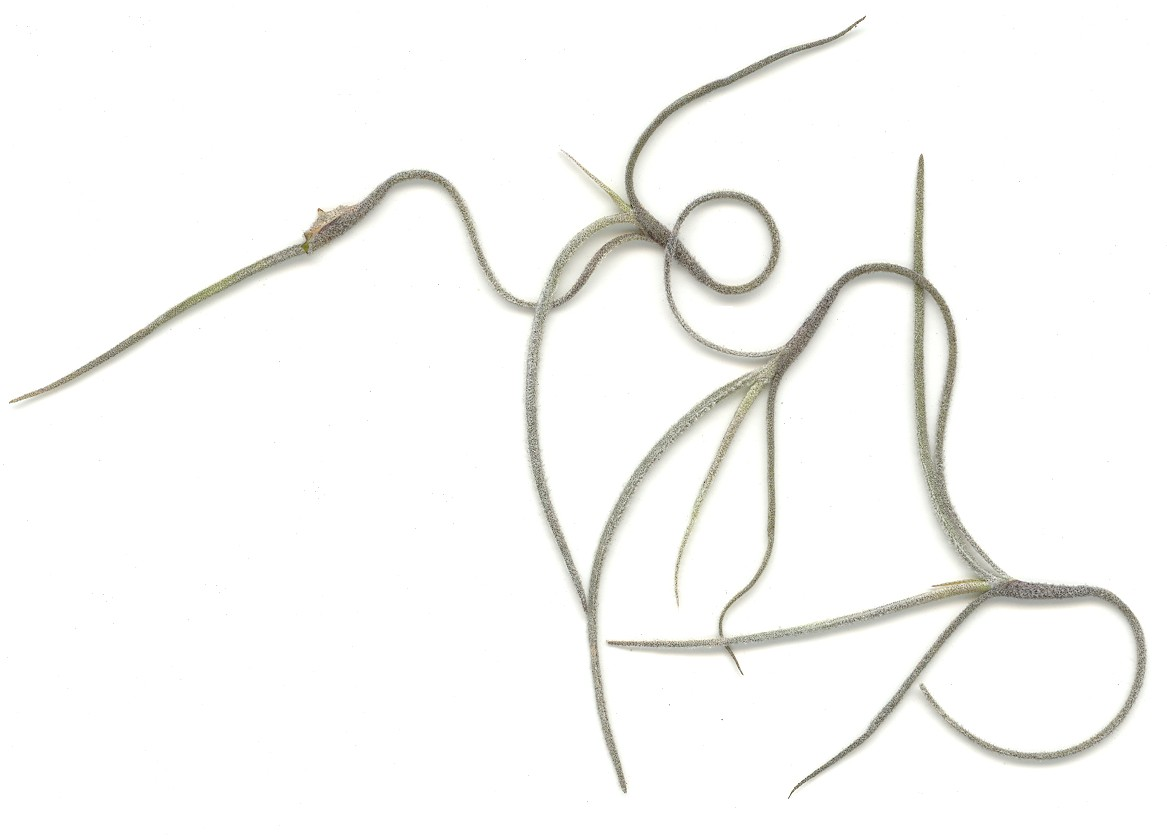
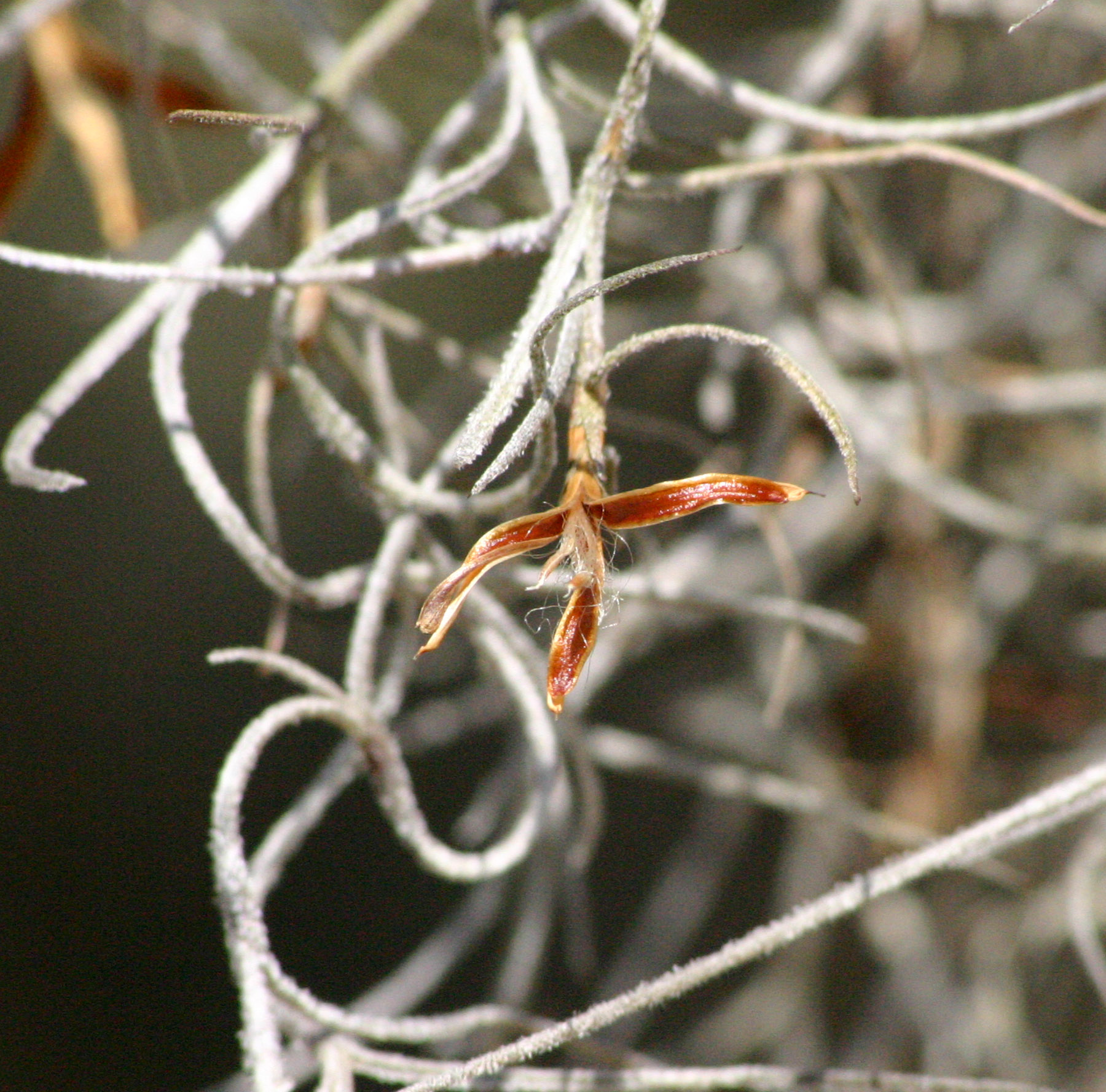
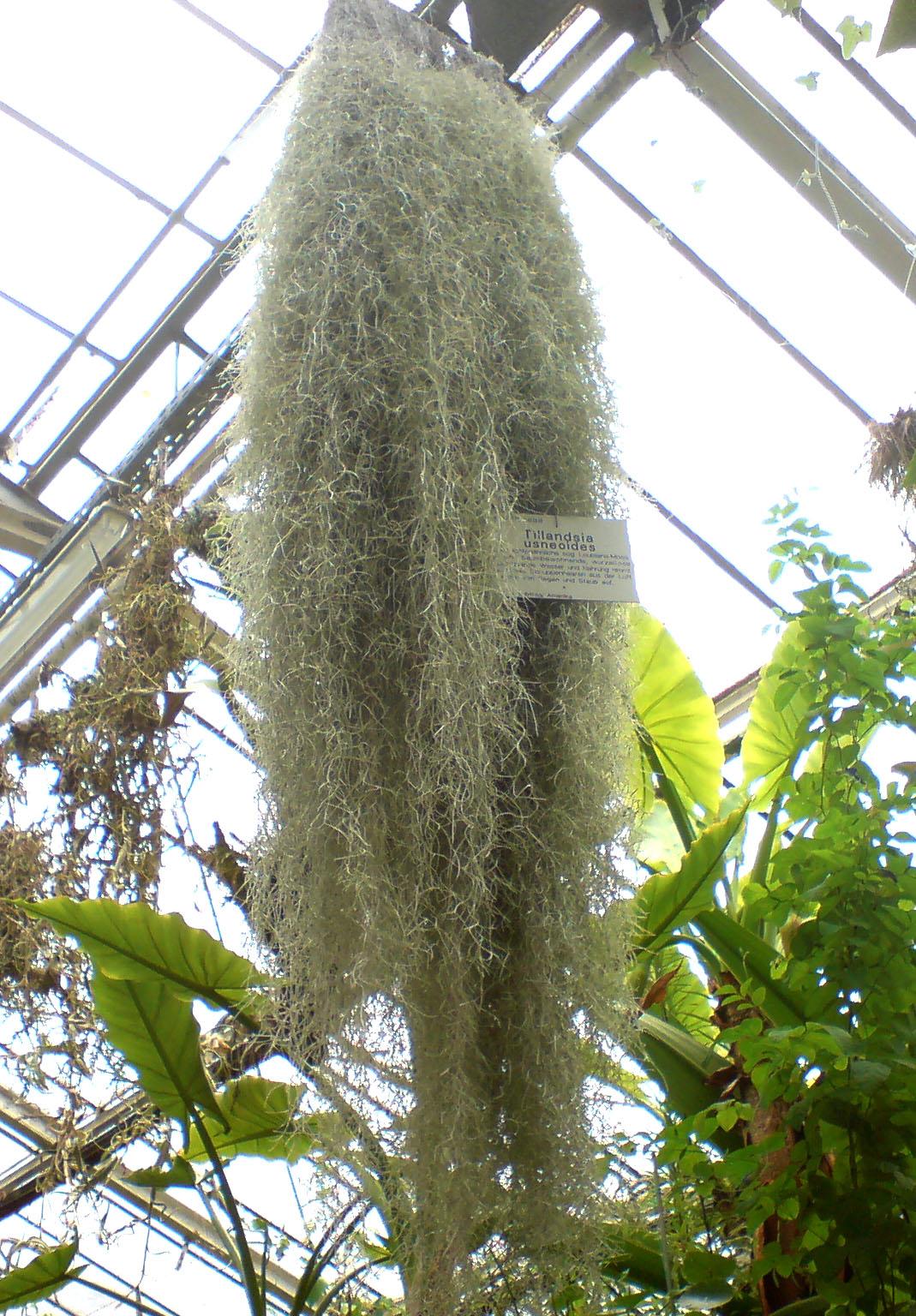